# Влахо Буковац
Влахо Буковац (итал. Biagio Faggioni; Цавтат, 4. јул 1855 — Праг, 23. април 1922) био је српски сликар и академик.

## Биографија
Отац му је био далматински Италијан пореклом из Ђенове.
Током посете српском двору, сам Буковац пише: Топио сам се од милине, слушајући у тако отменом кругу свој матерњи језик - тај слатки и красни језик, од ког се у туђини бијах готово сасвим одвикао! Био сам поносан што је то мој народ - храбар и бистар народ, који је то у име Бога, закорачио на путу слободе и цивилизације. Приликом описа срдачног описа и обимне гозбе припремљене у његову част, он наводи: Био сам чисто поносит, што сам и ја огранак тог истог народа.
У младости је пловио, а затим лутао по Северној и Јужној Америци. У Сан Франциску је почео аматерски да слика, а 1876. године вратио се кући.
По узору на мецену Меду Пуцића који га је уз Штросмајерову помоћ одвео у Париз, словенизује своје презиме Faggioni у Буковац. Студира на École des Beaux-Arts у класи Александра Кабанела (Alexandre Cabanel) и још као ђак излаже Црногорку на одбрани на париском Салону.
У париској фази (1877—1893) уз представнике академизма Буковац је стално присутан и често награђиван у Салону. Црногорски кнез Никола га је одвео из Париза у Црну Гору, на Цетиње. Након тема из црногорског живота, следи циклус актова и велики успех сликом La grande Iza (Salon 1882). Касније као реномирани портретист искључиво је излагао портрете (Млада Патрицијка, Laura le Doux, Штросмајер). Истовремено прожет импресионистичким струјањима свог времена слика (Из Фонтенблоа, Пејзаж с Монмартра, Пријеко). Након париских успеха, ушао је међу енглеску аристократију, за коју је насликао више "одличних" портрета.
Уметникове везе са српском средином биле су бројне, а Буковац је у више наврата боравио у Србији.
Буковац по први пут борави у Србији у јулу и августу 1882. године, ради портретисања чланова краљевске породице. Тада а се потписује ћирилицом. О срдачном пријему на српском двору и другим догађајима у животу писао у својим мемоарима Мој живот. Када 1882. године на позив краља Милана Обреновића, а заправо по жељи краљице Наталије да јој баш он уради портрет, Буковац напушта Француску и у књизи пише како се представио краљици: "Ја нијесам Француз, ја сам родом из Дубровника, односно из Цавтата, мој је језик српски, наиме тај исти, којим се говори у Београду." О његовом националном одушевљењу док је боравио у Србији сведоче његове речи: "Топио сам се од милине, слушајући у тако отменом кругу свој матерњи језик, тај слатки и красни језик, од ког се у туђини бијах готово сасвим одвикао! Био сам поносан што је то мој народ — храбар и бистар народ, који је, ето, у име Бога, закорачио на пут слободе и цивилизације."
Он други пут борави у Србији 1901. у Смедереву, такође ради портретисања краљевског пара. Потом долази у Србију на лето 1903. године, када ради портрет Петра Карађорђевића, и 1922. краља Александра Карађорђевића.
За портрет Наталије Обреновић додељен му је Орден Таковског крста. Одликован је и Орденом Светог Саве.
Он је боравио у Краљевини Црној Гори неколико пута ради сликања портрета чланова српске династије Петровић Његош и других чланова елите. За свој рад одликован је Орденом књаза Данила I.
Доласком у Загреб 1893. године постаје, целе следеће деценије (до 1903. године), централна личност у уметничком животу града. Окупља младе уметнике и књижевнике, подстиче оснивање атељеа, Уметничког павиљона. Буковчево деловање у Загребу, где је предавао на Ликовној академији, означава почетак новог раздобља у уметности. Те 1893. године насликао је у Загребу портрет покојног грофа Јанка Драшковића, оснивача Матице Хрватске. Када је 1897. године, од загребачког "Друштва уметности", иступањем неких чланова створено ново ту се нашао и Влахо. Он је тада постао председник, новог "Друштва хрватских уметника".
Јавност Београда имала је прилику да се упозна са његовим сликарством на Првој југословенског уметничкој изложби 1904. године. Он је био аутор познате историјске слике "Благовештенски сабор 1861. године" (српски црквено-народни сабор у Карловцима) , коју је загребачки трговац Петар Николић умножио као литографију и продавао. Од 1903. године постаје професор сликања на Академији ликовних уметности у Прагу где почиње да живи и где разрађује препознатљиви поентилистички стил сликања, са кратким, испрекиданим потезима четке и ситним или крупнијим тачкастим мрљама. У лето 1901. године "дворски сликар" је завршио у Смедереву, портрете краља Александра Обреновића и краљице Драге. Урадио је крајем 1901. године велику слику "Карневал", на којој се налази око седамдесет особа. Тај рад је поклонио Друштву "Епидаур" у Цавтату. у Бечу је фебруара 1903. године имао у Салону Евгенија Артина, велику самосталну изложбу, са 41 сликом.
Због неких "афера" Буковац је био принуђен да напусти Загреб 1903. године. Било је то време бурних догађаја у Загребу, услед хрватско-српског неспоразума. Његов испражњен атеље је откупио загребачки трговац уметнинама Лађевић, и понудио сликару Урошу Предићу да се ту усели. Предић се скрасио код брата у Београду. Од 1903. године до смрти живи у Прагу, где је био професор на Ликовној академији и управник-ректор исте. У овој сликаровој последњој, прашкој, фази слика у поентилистичком стилу.
Марко Цар сматра да Буковац никада није био прави импресиониста, пошто је ка добар цртач држао до правилности цртања и моделовања.

## Академик
Почетком 1884. године изабран је за дописног члана Српског ученог друштва, а 1892. године и за почасног члана Српске краљевске академије. Дописник је Академије уметности од фебруара 1905, а 1919. године постаје почасни члан Југославенске академије наука и уметности. Био је и почасни члан Чешке академије од 1913.
Непосредно пре своје смрти 1922. године урадио је портрет Југословенског краља Александра I Карађорђевића. Умро је по повратку у Праг; тамо је остало много његових радова. Био је ожењен Јелицом, која се јавља више пута као његов модел. Његов најстарији син "Ага", је такође од стране оца био портретисан 1903. године Написао је аутобиографију Moj живот коју је 1925. године у Београду објавила Српска књижевна задруга.

## Наслеђе
У родном Цавтату, у његовој родној кући отворен је тридесетих година 20. века "Буковчев музеј", њему посвећен. Његове кћерке Јелица и Иванка су такође сликале, живеле су у Прагу, а Јелица Буковац-Радосављевић је 1940. прешла у Београд.
Његови либерални ставови током професуре у Прагу утицали су на неколико генерација чешких сликара.
Буковчева дела се могу пронаћи у Народном музеју у Београду, Галерији Матице српске (Велика иза), збирци Медија центра Одбрана (Далеко од дома и још једно Буковчево дело), као и другим јавним и приватним колекцијама. Слика Влахе Буковца Фрулашица украдена је из просторија Средње школе унутрашњих послова 1992.
О њему је често и опширно писао дубровачки лист Срђ.

## Галерија
- Портрет Петра Марића, 1876.
- Две сестре Марић, 1879.
- Портрет Божа Бошковића, 1880.
- Портрет митрополита Илариона II, 1880.
- Портрет Марије Опујић, 1881.
- Портрет Николе Бошковића, 1881.
- Велика Иза, 1882.
- Краљица Наталија, 1882.
- Жена у ружичастој хаљини, 1892.
- Живео краљ, 1895.
- Аутопортрет у белој кошуљи, 1897.
- Слијепац, 1903.
- Краљ Петар I, 1904.
- Портрет жене са златном минђушом, Народни музеј у Нишу, I половина XX века
- Јанко Драшковић, 1908.
- Фанерли Христић, 1921.
- Краљ Александар Карађорђевић, 1922.
- Гундулићев сан
- Славље народне лирике и драматике
- Час енглеског
- Исус - пријатељ деце
- Свети Доминик
- Црногорка
- Гуслар
- Исидор Кршњави
- Фантазија
- Санак
- Александар Обреновић, олеографија, 1901, детаљ